# Luis Lobianco
Luis Lobianco (Rio de Janeiro, 13 de janeiro de 1982) é um ator e humorista brasileiro. É conhecido pelo trabalho na internet na produtora Porta dos Fundos.

## Biografia
Luis faz sucesso na internet, como parte do elenco fixo do canal de humor Porta dos Fundos, vencedor do prêmio APCA na categoria Melhor Programa de Humor, em 2013. A audiência online levou o coletivo a exibir seus esquetes no canal FOX em um programa homônimo, em 2014. É assinado por ele o vídeo do Porta dos Fundos “Armário”, que tem mais de 3,8 milhões de visualizações.
O ator é um dos criadores do movimento teatral Buraco da Lacraia, que assina os espetáculos Buraco da Lacraia Dance Show e Buraco da Lacraia Cabaré On Ice, ambos sucessos de público e crítica e produzidos na casa de mesmo nome no bairro da Lapa, no Rio de Janeiro. 
Na TV, integrou o elenco de programas como A Grande Família, na Rede Globo, Copa Hotel, do canal GNT, e Adorável Psicose, do Multishow, todos em 2013. No ano seguinte, foi roteirista e integrante do elenco do programa Esquenta e do filme Made in China. No cinema, Luis já participou dos longas Tim Maia, Julio Sumiu, Entre Abelhas, escrito e dirigido por seus companheiros do Porta dos Fundos Fábio Porchat e Ian SBF, da produção anglo brasileira Trash, do filme Desculpe o transtorno, com estreia prevista para outubro de 2015, entre outros.
Apaixonado pelas artes em geral, começou a fazer teatro aos 12 anos e não parou mais. Integrou três espetáculos de humor (Tubo de Ensaio, Surto e Pout-pourrir) entre 2004 e 2007. Com ela, recebeu o prêmio de Melhor Cena no Festival de Teatro do Viradão Cultural, em 2006, por meio de votação popular. No ano seguinte, venceu o quadro "Pistolão", do Domingão do Faustão. Nos palcos, Luis também atuou nos espetáculos Jacinta, de Aderbal Freire-Filho, Calabar Musical, adaptação de Ruy Faria para o musical de Chico Buarque, Fernando ou o Cinto Acusador, de Martins Penna e direção de Moacyr Chaves, e Senhora Solidão , sucesso de público e crítica de Leandro Muniz.
Em 2015, estrelou a série O Grande Gonzalez na FOX, enquanto estava em cartaz com Buraco da Lacraia Cabaré On Ice no Rio e viajando pelo Brasil com a peça de improvisação  Portátil, do Porta dos Fundos. Em 2017, dirige a peça Controle Remoto e atua em três espetáculos, sendo eles, Rival Rebolado, Opera House e Gisberta.Em 2018, integra o elenco da sua primeira telenovela, Segundo Sol da Rede Globo escrita por João Emanuel Carneiro, sob a direção de Dennis Carvalho.
Devido ao seu sucesso em Segundo Sol, o ator renova seu contrato com a Rede Globo por três anos é escalado para a série de Fernanda Young e Alexandre Machado intitulada de Shippados onde interpretará o nudista Valdir amigos dos personagens de Tatá Werneck e Eduardo Sterblitch.

## Vida pessoal
Natural da cidade do Rio de Janeiro, cursou artes cênicas na Casa das Artes de Laranjeiras.
Luis Lobianco perdeu a mãe aos 5 anos após perder a luta de um câncer Linfático após o nascimento de sua irmã. Ele é abertamente homossexual.
É casado desde 2013 com o pianista Lúcio Zandonadi.

## Filmografia

### Televisão
| Ano           | Título                         | Personagem                        | Nota                         |
| ------------- | ------------------------------ | --------------------------------- | ---------------------------- |
| 2011          | Fina Estampa                   | Viriato                           | Episódio: "12 de setembro"   |
| 2011          | Sensacionalista                | Vários personagens                |                              |
| 2012          | Os Caras de Pau                | Vários personagens                |                              |
| 2012          | O Fantástico Mundo de Gregório | Ele mesmo                         | Episódio: "3 de dezembro"    |
| 2013          | O Dentista Mascarado           | Márcio                            | Episódio: "3 de maio"        |
| 2013          | A Grande Família               | Facada                            | Episódio: "E La Nave Va"     |
| 2013          | A Grande Família               | Facada                            | Episódio: "O Barco de Troia" |
| 2013          | Adorável Psicose               | Janjão                            | Episódio: "Dr. Bolsinhas"    |
| 2013          | Copa Hotel                     | Delegado Gomes                    | Episódio: "Ressaca"          |
| 2014–2017     | Esquenta!                      | Comentarista                      |                              |
| 2015          | Refém                          | Cabo Assis                        |                              |
| 2015          | O Grande Gonzalez              | Gonzalez                          |                              |
| 2015-presente | Vai que Cola                   | Reginel                           |                              |
| 2017-2018     | Valentins                      | Randolfo Castanheira Rodésio      |                              |
| 2018          | Segundo Sol                    | Clóvis Falcão (Clovinho)          |                              |
| 2019          | Shippados                      | Valdir                            |                              |
| 2019          | Dança dos Famosos              | Participante                      |                              |
| 2019          | Férias em Família              | Cafu                              |                              |
| 2020          | Fora de Hora                   | Aloísio Alves                     |                              |
| 2020          | Diário de Um Confinado         | Edvaldo                           |                              |
| 2022          | Eleita                         | Prefeito Juninho                  |                              |
| 2023          | Vai na Fé                      | Vitor de Oliveira Senna (Vitinho) |                              |
| 2023          | Agora Vai                      | Primo Gabriel                     | Especial de fim de ano       |
| 2024          | Os Outros                      | Seu Durval Amaro                  | Temporada 2                  |
| 2024          | Vem que Tem                    | Marcinho                          | História: Mercado Livre      |
| 2025          | Vale Tudo                      | Freitas                           |                              |

### Cinema
| Ano  | Título                                 | Personagem                            | Nota     |
| ---- | -------------------------------------- | ------------------------------------- | -------- |
| 2014 | Tim Maia                               | Carlos Imperial                       |          |
| 2014 | Júlio Sumiu                            |                                       |          |
| 2014 | Muita Calma Nessa Hora 2               | Jorge                                 |          |
| 2014 | O Candidato Honesto                    | Deputado Mateus Floriano              |          |
| 2014 | Trash - A Esperança Vem do Lixo        | Atendente da Polícia                  |          |
| 2014 | Made in China                          | Peri                                  |          |
| 2015 | Entre Abelhas                          | Atendente Nildo                       |          |
| 2016 | Festa da Salsicha                      | Chuca, a ducha                        | Dublagem |
| 2016 | Desculpe o Transtorno                  |                                       |          |
| 2016 | Porta dos Fundos: Contrato Vitalício   | Ulisses                               |          |
| 2017 | TOC: Transtornada Obsessiva Compulsiva | Felipão                               |          |
| 2020 | Carlinhos e Carlão                     | Carlos Nascimento (Carlinhos/ Carlão) |          |
| 2020 | 10 Horas Para o Natal                  | Marcos Henrique                       |          |
| 2023 | Um Ano Inesquecível - Primavera        | Professor Carvalho                    |          |
| 2025 | Chico Bento e a Goiabeira Maraviósa    | Nhô Lau                               |          |

### Internet
| Ano       | Título           | Personagem         | Notas                                |
| --------- | ---------------- | ------------------ | ------------------------------------ |
| 2012-2019 | Porta dos Fundos | Vários personagens | Também exibido na televisão pela Fox |

### Videoclipe
| Ano  | Canção          | Artista    |
| ---- | --------------- | ---------- |
| 2016 | La Malemolência | Matheus VK |

## Teatro
| Ano  | Título                           | Papel            |
| ---- | -------------------------------- | ---------------- |
| 2004 | Tubo de Ensaio                   |                  |
| 2006 | Surto                            |                  |
| 2007 | Pout-PourRir                     | Marília Gabriela |
| 2009 | Calabar                          |                  |
| 2010 | Fofoca                           |                  |
| 2011 | Senhora Solidão                  |                  |
| 2012 | Buraco Da Lacraia Dance Show     |                  |
| 2013 | Casamentos e Precipícios         |                  |
| 2013 | Jacinta                          |                  |
| 2014 | Buraco da Lacraia Cabaret On Ice |                  |
| 2015 | Portátil                         |                  |
| 2016 | Rival Rebolado                   |                  |
| 2017 | Opera House                      |                  |
| 2017 | Gisberta                         | Gisberta         |

## Parte técnica
| Ano  | Título              | Cargo                      | Nota           |
| ---- | ------------------- | -------------------------- | -------------- |
| 2016 | Meu Coração é Brega | Idealizador/Produção Geral | Videoclipe     |
| 2017 | Controle Remoto     | Diretor                    | Peça de teatro |

## Premiações
| Ano  | Prêmio                        | Categoria                                   | Trabalho                    | Resultado |
| ---- | ----------------------------- | ------------------------------------------- | --------------------------- | --------- |
| 2015 | Prêmio F5                     | Melhor Ator                                 | O Grande Gonzalez           | Indicado  |
| 2017 | Prêmio Botequim Cultural      | Melhor Ator Drama/Comédia                   | Gisberta                    | Indicado  |
| 2017 | Prêmio de Humor               | Projeto Especial (com Leandra Leal)         | Rival Rebolado              | Venceu    |
| 2018 | Melhores do Ano               | Melhor Ator Revelação                       | Segundo Sol                 | Venceu    |
| 2018 | Prêmio Contigoǃ Online        | Revelação do Ano                            | Segundo Sol                 | Indicado  |
| 2018 | Prêmio F5                     | Melhor Atriz/Ator Revelação                 | Segundo Sol                 | Indicado  |
| 2018 | Prêmio Extra de Televisão     | Revelação                                   | Segundo Sol                 | Indicado  |
| 2018 | Prêmio Extra de Televisão     | Melhor Tema de Novela (com Thalita Carauta) | "Sal na Pele" (Segundo Sol) | Indicado  |
| 2020 | Festival Sesc Melhores Filmes | Melhor Ator Nacional                        | Carlinhos e Carlão          | Indicado  |
| 2022 | Prêmio APTR                   | Ator em Papel Protagonista                  | Macbeth 2020                | Venceu    |
| 2023 | Prêmio Shell de Teatro - SP   | Melhor Ator                                 | O Método Grönholm           | Indicado  |